# Michael Heinrich Gribner

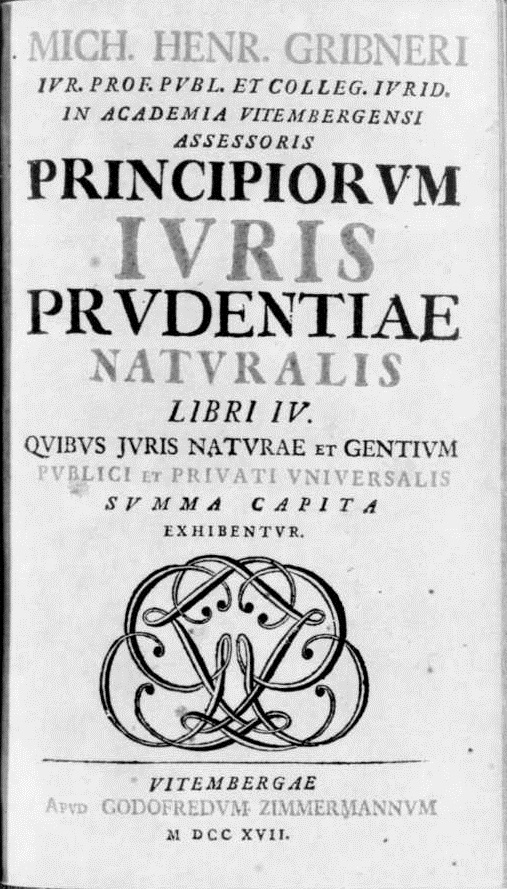
Principia iurisprudentiae naturalis, 1717

Michael Heinrich Gribner (Lipsia, 14 ottobre 1682 – Lipsia, 19 febbraio 1734) è stato un giurista tedesco.

## Biografia
Figlio del teologo Daniel Gribner e di Rosina Elisabeth Horn, dopo la morte di suo padre crebbe nella famiglia Lüder Mencken. Frequentò la Nikolaischule nella sua città natale e a 17 anni si trasferì a Lipsia per studiare teologia all'università. Su consiglio del patrigno, passò però a studi di legge. Ottenne il titolo di Magister in filosofia nel 1702, e nel 1703 il dottorato in diritto, cominciò quindi a tenere lezioni presso l'Università di Lipsia. 
Nel 1706 fu chiamato all'Università di Wittenberg per insegnare le Institutiones di Gaio e fu quindi associato alla facoltà di giurisprudenza, alla Schöppenstuhl e al Concistoro di Wittenberg. Gribner ha posto le basi dell'insegnamento sul diritto di stato, usando le tesi da lui composte sul diritto privato dei regnanti in accordo con le leggi di natura, così come con il diritto locale insegnato a Wittenberg.  Passò alla cattedra di digesto, fu più volte decano della facoltà di giurisprudenza e nel 1711 e 1717 rettore dell'Università di Wittenberg. I suoi libri di testo, soprattutto sul tema delle basi del processo giudiziario, rimasero per decenni i testi d'insegnamento all'Università di Wittenberg. 
Gribner fu coinvolto in lavori preparatori per migliorare la regolamentazione dei processi. Per questo motivo la corte sassone lo chiamò a Dresda nel 1717, dove diede un contributo decisivo al nuovo codice procedurale sassone. Dopo aver prestato servizio nel tribunale e aver fatto da supervisore all'archivio reale sassone per nove anni, dopo la morte del patrigno entrò come professore ordinario alla facoltà di giurisprudenza dell'Università di Lipsia. Divenne anche decemviro a Lipsia e canonico alla cattedra di Merseburg.

## Opere
- Principia Processus Judiciarii. 1714
- Principiorum Jurisprudentiae Naturalis Libri IV. 1710 
  - (LA) Principia iurisprudentiae naturalis, Wittenberg, Gottfried Zimmermann, 1717.
- Opusculorum Juris Publici et Priuati Tomi. Halle (Saale) 1722
- Diss. De Jure legitimandi Comitum Palationorum in terris Principum Imperii. Wittenberg 1708
- Diss. Der jure Principum Imperii restituendi famam. Wittenberg 1710
- Diss. De Juribus Principum regalibus, quae vulgo, sed perperam, ad Jurisdictionem referuntur. Wittenberg 1712
- Diss. De Praeiudicio Principum Imperii ex Abusu Juris Justinianei. Wittenberg 1715
- De Precibus primariis Principum Imperii, Progr. Disp. Inaug. Praemiss. Wittenberg 1711
- De juribus Vicariorum Imperii, illis inprimis, quae perperam a nonnullis in dubium vocantur. Wittenberg 1711
- Diss. Quibus additae Observat. Duae de Teudis Vexillorum, Progr. Disp. Inaug. Neuberi praemiss. Wittenberg 1711
- Diss. De Precibus primariis Vicariorum Imperii. Wittenberg 1708
- Diss. Et aucta. Wittenberg 1711
- Diss. De Terris Juris Saxonici. Wittenberg 1711
- Spicilegium Observationum miscellanearum de Vicariis Imperii. Wittenberg 1711
- Diss. De Juribus Palatinatus Saxonici, Duci Electori propriis. Wittenberg 1715
- Diss. De PalatinatuThuringiae, Progr. Ad inaugural. Disput. Röhrenseei. Wittenberg 1715
- Diss. De Titulo Comitis Palatini, in Litteris Henrici illustris Progr. Diss. Inaug Reichii. Wittenberg 1715
- Diss. De Sigillo Maiestatis Saxon. Wittenberg 1712, 1718
- Diss. De Friderico Sapiente, praefecto Praetorio, Progr. Disp. Inaug, G.H. Voelckelii. Wittenberg 1709
- Diss. De Jure Ciuitatis Germanicae Lusatiae competente, Progr., Disp. Inaug. I.I. Voelckelii. Wittenberg 1709
- Diss. De gerene Marchione Duce, Progr. Disp. Inaug. Jo. Jac. Starckii. Wittenberg 1710
- Diss. De Observantiis Collegiorum Juridicorum. Wittenberg 1713
- Diss. De Jure incerto; ex dubia LL. quibus utimur, Auctoritate oriundo. Wittenberg 1715
- Diss. De Jure suffragandi Principum Imperii, Usu intermisso non perente. Wittenberg 1716
- Diss. De Dominio directo in territorio alieno. Wittenberg 1717
- Diss. De Incestis cum Nouercae Matre nuptiis. Wittenberg 1709, 1719
- Utrum Fratres, instituta querela inofficiosi testamenti, probare teneantur, se non suisse ingratos. Wittenberg 1710, 1718
- Diss. De Intercessione Coniugum in crimine Bigamiae. Wittenberg 1711
- Diss. De Repetitione Tormentorum, confesso inficiante. Wittenberg 1714
- Diss. De Usu Tormentorum apud Athenienses Program. Ad praeced. Disp. Inaug. Selperti. 1714
- Diss diss. Mandato speciali, et Actibus, qui sine eo in iudicio peragi nequeunt.e Usu exceptionis Spolii in Foro Saxonico. Wittenberg 1717
- Diss. De Probationum, quae iurisiuriandi declinandi caussa suscipiuntur, ambagibus recidendis, et denegando a probatione ad iusiurandum regressu. Wittenberg 1716
- Observationes miscelianeae ad Litteras Caroli V. Imp. Quibus res a Ludovico, Com. Palat. Rhen. Interrege gestas, ratas habuit. Wittenberg 1711
- Centuria Observationum Fori Ecclesiast. Wittenberg 1712
- Diss. de Directorio, quod Archi-Cancellario morto, absente, vel impedito, Imperii Archi-Mareschallo Copetit. Wittenberg 1712
- Diss. De Condictione indebiti contra rem iudicatam. Wittenberg 1713
- De Imputationbe Geradae in legitimam. Wittenberg 1713
- Diss. De his, quae ex jure Protestantium matrimoniali, ad relliquias Sacramenti perperam referuntur. Wittenberg 1715
- Diss de Jure Territorii subordianti, Diss. I. Leipzig 1727
- Diss. Ad Caroli IV. A. Bullam Saxonicam. Leipzig 1728
- Diss. De Subseudorum Imperii, quae olim seuda fuerunt, praerogatiua. Wittenberg 1728
- Diss. De praecipuis Differentiis Juris Saxon. Elector et Lusat. Super. De Luitione fundi sub hasta venditi. Leipzig 1730
- Diss. De Feudis Imperii masculinis, non femininis. Leipzig 1732
- Diss. De Probatione Dominii per Juramenti Delationem. Leipzig 1733